# Cerkev sv. Trojice, Stratford-upon-Avon
Župnijska cerkev Svete in nedeljene Trojice sodi med najpomembnejše anglikanske cerkve in stoji v Stratford-upon-Avon, Warwickshire, Anglija.
Pogosto znana preprosto kot cerkev Svete Trojice ali kot Shakespearova cerkev, zaradi svoje slave kot kraj krsta in pokopa Williama Shakespeara. Vsako leto jo obišče več kot 200.000 turistov.

## Zgodovina
Prva stavba datira iz leta 1210 in je bila zgrajena na mestu saškega samostana iz leta 713. To je najstarejša stavba v Stratfordu s presenetljivo lego na bregovih reke Avon. Najstarejši deli so stolp s koničastim zvonikom, podprt s štirimi stebri (1210), oba transepta in stebri v ladji. Severna in južna stranska ladja sta iz leta 1300, kor in leseni korni sedeži so iz poznih 1400.
Cerkev vsebuje veliko zanimivih elementov, med njimi: 
- Na vratih notranje verande je sveti tolkač datiran iz 1200-tih; vsak ki je pozvonil je dobil zatočišče za 37 dni.
- Šestindvajset sedežev v koru, z verskimi, posvetnimi in mitskimi rezbarijami iz 15. stoletja
- Več velikih obarvanih steklenih oken na vzhodni in zahodni koncih cerkve kaže pomembne angleške in biblijske svetnike.
- Nekaj lepih srednjeveških vitražev, ki prikazujejo Vstajenje in Gospodov vnebohod in binkošti.

Predreformacijska kamnita oltarna plošča ali menza, ki je bila v viktorijanskih časih skrita pod nadstropjem, je zdaj ponovno postavljena v glavni oltar.

## Notranjost cerkve
Poleg glavne cerkvene ladje, dveh stranskih ladij, kora in oltarja ima cerkev dva transepta in na križanju teh z ladjo stolp z zvonikom. Zgodnja dvoranska cerkev ima visoke arkade, nad njimi svetlobno nadstropje in lesen strop. Transepta sta nižja in imata okna s krogovičjem in vitraži. Cerkev je bila večkrat obnovljena. V južnem transeptu je kapela sv. Petra. V njej je okno, ki ga je leta 1896 podaril ameriški ambasador. V južni stranski ladji je kapela Thomasa Becketa. Ta kapela je bila posvečena Johnu de Stratfordu, nadškofu Canterburyja, leta 1331. Okno prikazuje kako je izgledala maša v srednjem veku. V severni stranski ladji je grobnica Joyce Cloptona (umrl 1635) in njenega moža Georga Carewa, grofa Totneškega (umrl 1629). Lord Totnes bil minister pri Jakobu I. angleškem. Blizu vrat stoji krstilnik.
- Pogled v kor
- Sveta Trojica - okna iz notranjosti
- Pročelje cerkve na jugo zahodu
- Shakespearov spomenik nad grobom v cerkvi
- Tloris

## Orgle
Cerkev ima velike tri ročne orgle iz leta 1841. Izdelal jih je William Hill. Bile so večkrat obnovljene. Zdaj imajo dva ločena oddelka. Orgelsko omaro sta oblikovala George Frederick Bodley in Thomas Garner.

## Shakespeare
William Shakespeare, pesnik in dramatik, je bil krščen v cerkvi Svete Trojice 26. april 1564 in je bil pokopan 25. aprila 1616. Cerkev ima še vedno originalni elizabetinske register s podatki o krstu in pokopu, čeprav se hrani Shakespearovi rojstni hiši. Pokopan je v lepem koru iz 15. stoletja, ki ga je izdelal Thomas Balsall, dekan cerkve, ki je bil v njej pokopan leta 1491. Shakespearov nagrobni spomenik je pritrjen na steno poleg grobnice. 
Shakespeare je prihajal v cerkev vsak teden ko je bil v mestu. Grob Shakespearove žene Anne je poleg moževega, skupaj s svojo starejšo sestro Susanne.
Po izročilu naj bi pesnika pokopali sedem metrov globoko, da bi preprečili rop groba. Nad tem mestom je na nagrobnem napisu tudi svarilni napis:
Good friend, for Jesus’ sake forbear,
To dig the dust enclosed here.
Blest be the man that spares these stones,
But cursed be he that moves my bones.
v prevodu
Dobri prijatelj, za božjo voljo odpusti,
Za kopanje prahu, ki je tukaj zaprt.
Blagor človeku, ki prizanese tem kamnom,
Toda preklet naj bo, kdor premika moje kosti.
Vsaj en avtor je trdil, da je opozorilo preprečilo tako odstranitev Shakespearovega trupla v Westminstrsko opatijo kot tudi ekshumacijo njegovega trupla za pregled.

## Trenutni status
Cerkev je odprta za obiskovalce večji del leta. Za dostop do oltarja in svetišča, v katerem je Shakespeare pokopan, je potreben majhen prispevek. Sveta Trojica je članica skupine Velikih Cerkva. Royal Shakespeare Company je leta 2006 v cerkvi uprizorila Henrika VIII. v okviru festivala Complete Works. Je delujoča župnijska cerkev, ki služi župniji s približno 17.000 prebivalci. Zanimivosti poleg Shakespearea so obelisk iz peščenjaka, postavljen leta 1858 v spomin na tiskarja in botanika Williama Cheshira.

## Razširitev
Januarja 2015 je bilo izdano gradbeno dovoljenje za prizidek ob južni ladji cerkve za novo zakristijo, sanitarije in skladiščne prostore. Gradnja se je začela leta 2015, prizidek pa je bil odprt 17. aprila 2016. Zasnoval ga je biro Stephen Oliver Architecture, zgrajen pa je bil iz lokalnega apnenca. V prizidek je vgrajen vitraž, ki so ga skrivale orgle.